# Diglotta pacifica
Diglotta pacifica är en skalbaggsart som beskrevs av Adelbert Fenyes 1921. Diglotta pacifica ingår i släktet Diglotta och familjen kortvingar. Inga underarter finns listade i Catalogue of Life.